# Druivenkoers Overijse
La Druivenkoers Overijse es una carrera ciclista belga disputada en Overijse (Brabante Flamenco) y sus alrededores. 
Creada en 1961 en forma de critérium (carrera urbana de poco kilometraje) para profesionales, pasando en 1969 al formato actual de carrera en ruta convencional. Desde la creación de los Circuitos Continentales UCI en 2005 forma parte del UCI Europe Tour, dentro de la categoría 1.1.

## Palmarés

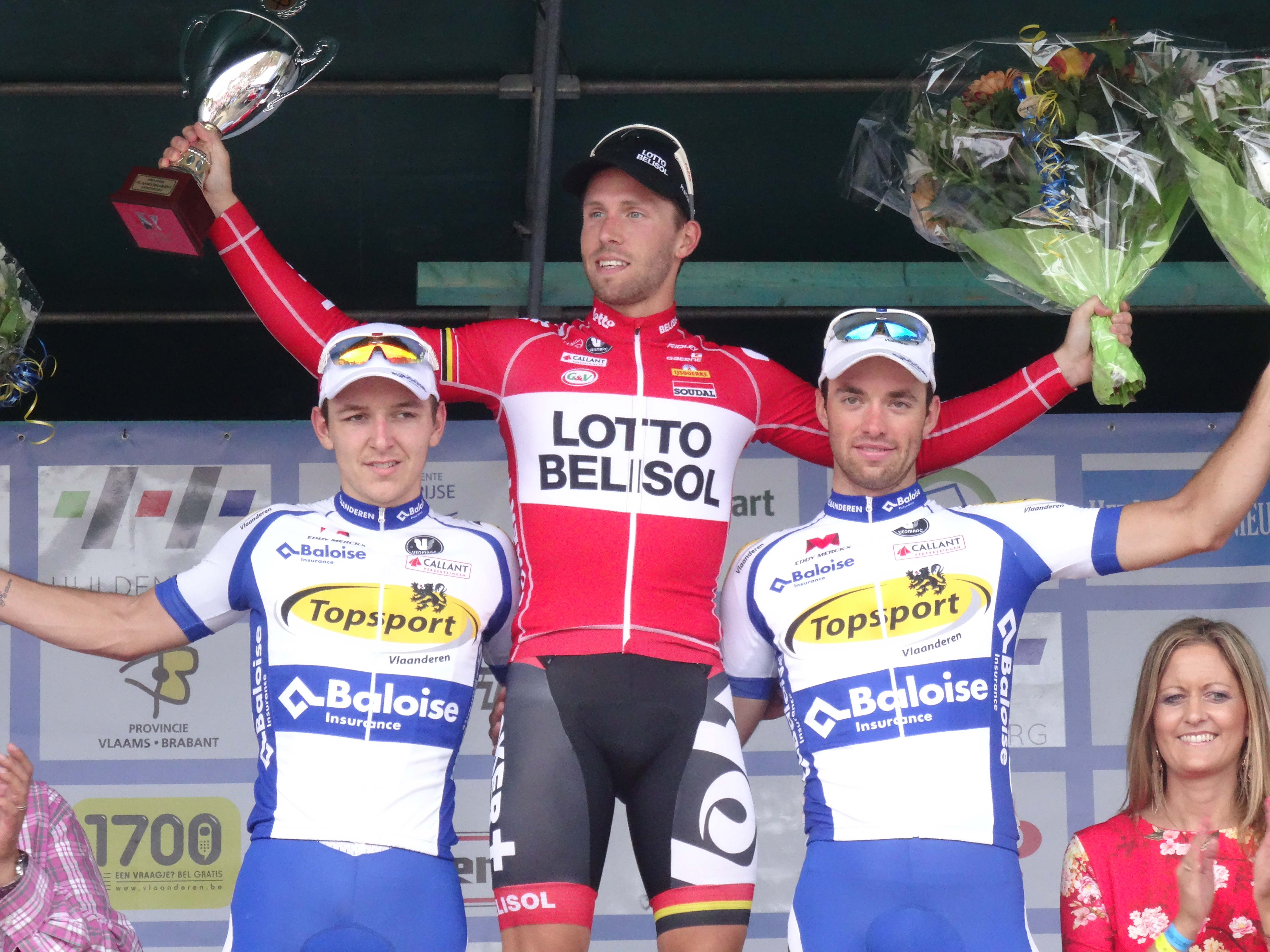
2014 : Jasper De Buyst (2), Jonas Van Genechten (1) & Tom Van Asbroeck (3).

| Año  | Ganador             | Segundo                | Tercero                |
| ---- | ------------------- | ---------------------- | ---------------------- |
| 1961 | Ludo Janssens       | Michel Symens          | Jozef Lemmens          |
| 1962 | Jos Dewit           | Jozef Lemmens          | Jozef Schils           |
| 1963 | Henri De Wolf       | Théo Mertens           | Noël De Pauw           |
| 1964 | Willy Van den Eynde | Robert Lelangue        | Emiel Verheyden        |
| 1965 | Joseph Spruyt       | Jan Nolmans            | Noël De Pauw           |
| 1966 | Eddy Merckx         | Camiel Vyncke          | Romain Robben          |
| 1967 | Alfons De Bal       | Lucien Willekens       | Jan Nolmans            |
| 1968 | John Schepers       | Jan Harings            | Herman Vrancken        |
| 1969 | Antoine Houbrechts  | Frans Verbeeck         | Martin Van Den Bossche |
| 1970 | Roger de Vlaeminck  | Martin Van Den Bossche | Frans Verbeeck         |
| 1971 | Georges Pintens     | Eric Leman             | Txomin Perurena        |
| 1972 | Roger de Vlaeminck  | Roger Rosiers          | Jean-Pierre Berckmans  |
| 1973 | Roger Swerts        | Gustaaf Hermans        | Antoine Houbrechts     |
| 1974 | Roger de Vlaeminck  | Jean Van der Stappen   | Michael Wright         |
| 1975 | Eddy Merckx         | Andre Dierickx         | Roger de Vlaeminck     |
| 1976 | Joseph Bruyère      | Victor Van Schil       | Ludo Van Staeyen       |
| 1977 | Frans Verbeeck      | Jacques Martin         | Enrico Paolini         |
| 1978 | Roger de Vlaeminck  | Ferdi van den Haute    | Walter Dalgal          |
| 1979 | Ludo Peeters        | Frank Hoste            | Eric Van De Wiele      |
| 1980 | Alfons De Wolf      | Rudy Pevenage          | Keith Lambert          |
| 1981 | Rudy Pevenage       | Roger De Cnijf         | Jostein Wilmann        |
| 1982 | Guido Van Calster   | Jacques Boyer          | Walter Dalgal          |
| 1983 | Walter Dalgal       | René Martens           | Patrick Onnockx        |
| 1984 | Jean Marie Wampers  | Ronny Van Holen        | William Tackaert       |
| 1985 | Rudy Dhaenens       | Dirk Demol             | Marc Sergeant          |
| 1986 | Marc Somers         | Patrick Onnockx        | Marc Maertens          |
| 1987 | Adrie van der Poel  | Gert Jakobs            | Noël Segers            |
| 1988 | Marc Sergeant       | Luc Roosen             | Herman Frison          |
| 1989 | Carlo Bomans        | Dirk De Wolf           | Peter de Clercq        |
| 1990 | Dirk De Wolf        | Rudy Dhaenens          | Frans Maassen          |
| 1991 | Ronny Van Holen     | Jan Mattheus           | Wilco Zuijderwijk      |
| 1992 | Viacheslav Yekímov  | Andy Bishop            | Dirk De Wolf           |
| 1993 | Herman Frison       | Andréi Chmil           | Johan Museeuw          |
| 1994 | Johan Museeuw       | Frank Vandenbroucke    | Adrie van der Poel     |
| 1995 | Johan Museeuw       | Arvis Piziks           | Edwig van Hooydonck    |
| 1996 | Erik Breukink       | Wim Vansevenant        | Thomas Fleischer       |
| 1997 | Andréi Chmil        | Marc Wauters           | Lars Michaelsen        |
| 1998 | Serguéi Ivanov      | Wilfried Peeters       | Kurt Van de Wouwer     |
| 1999 | Serguéi Ivanov      | Christophe Detilloux   | Berry Hoedemakers      |
| 2000 | Michel Vanhaecke    | Andréi Chmil           | Scott Sunderland       |
| 2001 | Serge Baguet        | Vincent Cali           | Ivailo Gabrovski       |
| 2002 | Christophe Brandt   | Geoffrey Demeyere      | Marc Streel            |
| 2003 | Matthé Pronk        | Bert Hiemstra          | Christophe Brandt      |
| 2004 | Stefan Schumacher   | Geoffrey Demeyere      | Bert Scheirlinckx      |
| 2005 | Leonardo Duque      | Nick Nuyens            | Piotr Wadecki          |
| 2006 | Russell Downing     | Gabriel Rasch          | Nikolas Maes           |
| 2007 | Roy Sentjens        | Nikolas Maes           | Johnny Hoogerland      |
| 2008 | Domenik Klemme      | Jonas Van Genechten    | Johnny Hoogerland      |
| 2009 | Aleksejs Saramotins | Bert De Waele          | Bert Scheirlinckx      |
| 2010 | Björn Leukemans     | Marco Marcato          | Preben Van Hecke       |
| 2011 | Björn Leukemans     | Davy Commeyne          | Jurgen Van Goolen      |
| 2012 | Björn Leukemans     | Dmitriy Muravyev       | Johnny Hoogerland      |
| 2013 | Björn Leukemans     | Jurgen Van Goolen      | Kenneth Vanbilsen      |
| 2014 | Jonas Van Genechten | Jasper De Buyst        | Tom Van Asbroeck       |
| 2015 | Jérôme Baugnies     | Marco Marcato          | Sean De Bie            |
| 2016 | Jérôme Baugnies     | Huub Duijn             | Marco Marcato          |
| 2017 | Jérôme Baugnies     | Amund Grøndahl Jansen  | Xandro Meurisse        |
| 2018 | Xandro Meurisse     | Oscar Riesebeek        | Jimmy Janssens         |
| 2019 | Arvid de Kleijn     | Gianni Vermeersch      | Tom Van Asbroeck       |
| 2020 | Florian Sénéchal    | Dries De Bondt         | Mathieu van der Poel   |
| 2021 | Remco Evenepoel     | Mikkel Honoré          | Aimé De Gendt          |
| 2022 | Matis Louvel        | Arnaud Démare          | Dries Van Gestel       |
| 2023 | Victor Campenaerts  | Rasmus Tiller          | Jasper De Buyst        |
| 2024 | Jelte Krijnsen      | Matis Louvel           | Jenthe Biermans        |
| 2025 |                     |                        |                        |

## Palmarés por países
| País         | Victorias |
| ------------ | --------- |
| Bélgica      | 47        |
| Países Bajos | 6         |
| Rusia        | 3         |
| Alemania     | 2         |
| Francia      | 2         |
| Italia       | 1         |
| Colombia     | 1         |
| Reino Unido  | 1         |
| Alemania     | 1         |